# Polyplectropus baring
Polyplectropus baring är en nattsländeart som beskrevs av Malicky 1993. Polyplectropus baring ingår i släktet Polyplectropus och familjen fångstnätnattsländor. Inga underarter finns listade i Catalogue of Life.